# Mbombela Stadium
Mbombela Stadium jest nowym 44-tysięcznym stadionem budowanym specjalnie na MŚ 2010. Stadion jest zlokalizowany na otwartej przestrzeni, sześć kilometrów na zachód od Nelspruit. Kompleks stadionowy będzie zawierał także dwie hale, do krykieta i gimnastyki oraz pasaż handlowy. Budowa rozpoczęła się w lutym 2007; jej ukończenie planowano na październik 2009; prace wykończeniowe trwały do 1. połowy 2010. Kontrakt budowlany został przyznany południowoafrykańsko–francuskiemu konsorcjum. Krzesła na ten stadion dostarczyła polska marka Forum Seating należąca do krośnieńskiej Grupy Nowy Styl. Mbombela Stadium został tak zaprojektowany, że trybuny są przykryte dachem wspornikowym. Cechą charakterystyczną stadionu jest 18 pylonów podtrzymujących dach, w zamierzeniu podobnych do żyrafy. Stadion znajduje się w pobliżu Parku Narodowego Krugera.
Całkowity koszt Mbombela Stadium wyniósł 1,05 mld ZAR; kwota ta obejmuje środki wydatkowane na prace wykonywane po planowanym terminie odbioru.
Obiekt jest wielofunkcyjnym stadionem przystosowanym zarówno do gry w piłkę nożną, jak i w rugby, są tam również inne obiekty, np. sale konferencyjne. Thabang Makwetla, premier prowincji Mpumalanga powiedział na konferencji prasowej że Mbombela Stadium będzie jedynym stadionem tego rodzaju w prowincji Mpumalanga.

## Podział miejsc stadionu
Trybuny stadionu zostały tak zaprojektowane, by każdy widz doskonale widział wszystko co się dzieje na boisku, bez przeszkadzania kibicom z wyższych rzędów. Miejsca siedzące są rozmieszczone na trzech trybunach; najniższa ma 21000 miejsc, środkowa może pomieścić 4000, trzecia zaś –19000 kibiców.

## Boisko
Boisko do rugby będzie miało wymiary 100x70m, do piłki nożnej – 105x68m; będą one oświetlone reflektorami o sile 2200 luksów. Na boisku za zgodą FIFA miała zostać ułożona sztuczna murawa, ale ostatecznie zdecydowano się na naturalną.

## Dach
1450-tonowy dach o powierzchni 22 500 metrów kwadratowych jest w stanie przykryć 95% miejsc siedzących. Dach jest umieszczony na wysokości 35 m nad boiskiem; połowa dachu jest przejrzysta, dzięki czemu naturalne światło będzie przenikać do wewnątrz. Dach jest podparty wspornikami na 30-metrowych modułach przymocowanych do stalowych pylonów (żyraf). Do stalowych pylonów zostały dodane balasty z betonu, by zminimalizować odchyły w razie wystąpienia silnych wiatrów.